# Berkeley, California
Berkeley, California là một thành phố thuộc quận Alameda trong tiểu bang California, Hoa Kỳ. Thành phố có tổng diện tích km², trong đó diện tích đất là 10,5 dặm vuông Anh (27 km2). Theo điều tra dân số Hoa Kỳ năm 2010, thành phố có dân số 112.680 người, là thành phố đông dân thứ 231 tại Hoa Kỳ và thành phố lớn thứ 55 bang California năm 2010.